# Hendrik Jan de Ruiter
Hendrik Jan de Ruiter (Enschede, 17 april 1908 – Maarssen, 24 augustus 1977) was een Nederlands politicus.
Hij werd geboren als zoon van Hendrik Jan de Ruiter (1884-1953, fabrieksarbeider) en Frederika Heutink (1884-1966). H.J. de Ruiter jr. heeft enige tijd in Amsterdam handelswetenschappen gestudeerd en was daarna langdurig werkzaam bij het bureau voor verificatie en financiële adviezen van de Vereniging van Nederlandse Gemeenten (VNG). Midden 1948 werd De Ruiter de burgemeester van de gemeenten Maarssen en Maarsseveen. Een jaar later fuseerden die twee tot de gemeente Maarssen waarvan hij de burgemeester werd. In de zomer van 1967 werd hem ontslag verleend. Tien jaar later overleed De Ruiter op 69-jarige leeftijd.